# Lovastatină
Lovastatina este un medicament hipolipemiant din clasa statinelor, fiind utilizat în tratamentul anumitor tipuri de dislipidemii. Calea de administrare disponibilă este cea orală.
Molecula a fost patentată în 1979 și a fost aprobată pentru uz medical în 1987.  Este disponibil sub formă de medicament generic.

## Utilizări medicale
Lovastatina este utilizată în tratamentul unor dislipidemii și pentru prevenirea bolilor cardiovasculare (ateroscleroză).

### Dislipidemii
- Hipercolesterolemie primară
- Hiperlipidemie combinată

## Reacții adverse
Principalele efecte adverse asociate tratamentului cu lovastatină sunt: dureri musculare și articulare, greață, diaree. Un eveniment sever posibil este rabdomioliza.